# Cerapachys aberrans
Cerapachys aberrans är en myrart som först beskrevs av Clark 1934.  Cerapachys aberrans ingår i släktet Cerapachys och familjen myror. Inga underarter finns listade.